# Lewis Libby
Lewis "Scooter" Libby (22 de agosto de 1950) foi um ex-alto funcionário da Casa Branca e Gabinete do Vice-Presidente dos Estados Unidos 2001-2005. Libby detinha os títulos de Assistente do Vice-Presidente para Assuntos de Segurança Nacional e Chefe de Gabinete do Vice-Presidente dos Estados Unidos e assessor do presidente durante a administração do presidente George W. Bush e do vice-presidente Dick Cheney.
Em outubro de 2005, Libby foi  indiciado foi indiciado por perjúrio,  declarações falsas ao  FBI e  obstrução da justiça na investigação do caso de revelação da identidade secreta de uma agente da CIA, Valerie Plame Wilson. Imediatamente após o anúncio do indiciamento, Libby renunciou aos três cargos que exercia no governo.
Em 6 de março de 2007, foi condenado pelo grande juri por quatro das cinco acusações que pesavam contra ele (duas de  perjúrio, duas de falsas declarações  a investigadores federais e uma de obstrução da justiça). Livrou-se apenas de uma das acusações de falsas declarações.